# مایکل استوارت گری
مایکل استوارت گری (انگلیسی: Michael Gray; ۳ مهٔ ۱۹۳۲ – ۱۳ مارس ۲۰۱۱) فرد نظامی اهل بریتانیا بود. وی همچنین برندهٔ جوایزی همچون لژیون دونور شده‌است.